# 바비도
《바비도》는 김성한이 1956년에 발표한 역사소설이다.
반공 이데올로기에 함몰된 1950년대 상황을 중세기 교회의 횡포에 빗대 암시적으로 그리고 있다.(<한국근현대문학사, 장부일 조남철 이상진 공저, 한국방송통신대학교출판부> p338)
잉글랜드의 종교개혁자 존 위클리프의 영어 성서 번역을 소재로 했으며 자신들의 권위를 떨어뜨리는 영어 성서를 읽지 못하게 함으로써 민중들을 지배하고 억압한 종교 권력의 폭력과 위선을 바비도의 영문성서 읽기와 지혜로운 대답으로써 고발하고 있다.
바비도는 1410년 헨리 4세 치하에서 위클리프가 번역한 영어 성서를 읽어서 화형당한 양복 노동자이다. 로마 가톨릭교회 주교와 헨리 태자의 회유를 거절하고 권력 투쟁을 통해 왕위에 오른 조부 헨리 2세를 고발함으로써 신념을 버리지 않아 화형당한다.